# Смерть трави
Смерть трави (англ. The Death of Grass, в американському виданні No Blade of Grass) — постапокаліптичний науково-фантастичний роман 1956 року, написаний англійським письменником Семом Юдом під псевдонімом Джон Крістофер. Сюжет роману про вірус, який знищує різні трави, зокрема рис і пшеницю. Смерть трави був одним із перших постапокаліптичних романів Сема. Роман був написаний впродовж кількох тижнів і звільнив його від повсякденної роботи.
У США, як у формі книги, так і в журналі «The Saturday Evening Post» був оформлений під назвою No Blade of Grass; нібито американський видавець подумав, що оригінальна назва «звучить як щось із садового каталогу». Його публікація в The Saturday Evening Post викликала значну реакцію серед читачів через відображення реакції уряду на світову кризу, яка розгортається. За романом також було відзнято фільм. Права на фільм «Ні травинки» належали кінокомпанії MGM.

## Сюжет
Новий штам вірусу заразив посіви рису в Східній Азії, спричинивши масовий голод; вірус також було виявлено у Великій Британії, але через його вибірковість сільське господарство країни не зазнавало втрат. Після введення нового пестициду, розробленого для вирощування стійких культур, з’являється мутований вірус, який інфікує основні культури Західної Азії та Європи, такі як пшениця і ячмінь. Це загрожує голодом, який охопить увесь Старий світ, тоді як Австралазія та Америка намагаються запровадити суворий карантин, щоб уникнути розповсюдження вірусу.
У романі розповідається про намагання інженера Джона Кастанса та його друга державного службовця Роджера Бакліколи, разом зі своїми родинами, дістатися до безпечної картопляної ферми брата Джона в ізольованій долині Вестморленду пробираючись через Англію, яка стрімко занурюється в анархію. Баклі, отримавши завчасне попередження про змову уряду здійснити водневе бомбардування великих міст, сповіщає Джона про евакуацію. Підібравши дорогою Піррі — власника збройового магазину, після спроби придбати зброю, вони виявляють, що їм доводиться пожертвувати багатьма своїми моралями, щоб залишитися в живих. Одного разу, коли їхні запаси їжі закінчуються, вони вбивають сім’ю, щоб забрати їхній хліб. Головний герой обґрунтовує це зі словами «Це були вони або ми».
До того часу, як вони досягають долини, вони зібрали значне оточення в результаті зустрічей з іншими групами вцілілих на цьому шляху. Знайшовши ферму, вони бачать, що брат Джона не може впустити їх усіх у добре захищену долину. Піррі не дає Джону взяти в долину лише свою родину; в результаті цього група захоплює долину силою. Піррі та брата Джона вбито, а Джон заволодіває долиною.

## Адаптації
Наприкінці 1950-х років на радіостанції BBC транслювали театральну версію роману. Інша адаптація для Всесвітньої служби Бі-Бі-Сі вийшла в ефір у 1986 році.
1970 року за романом було знято фільм «Ні травинки», продюсером та режисером якого був Корнел Вайлд. 
2009 року на радіостанції «BBC Radio 4» в рамках сезону наукової фантастики за романом було трансльовано п'ятисерійну драму, оповідачем якої був Девід Мітчелл.